# Acanthocinus gundaiensis
Acanthocinus gundaiensis là một loài bọ cánh cứng trong họ Cerambycidae.